# نورفنایش
نورفنایش (به آلمانی: Nörvenich) یک شهر در آلمان است که در دورن واقع شده‌است. نورفنایش ۱۱٬۴۵۷ نفر جمعیت دارد.

## خواهرخوانده
شهر Plessa خواهرخواندهٔ نورفنایش هست.